# Caratinga (microregio)
Caratinga is een van de 66 microregio's van de Braziliaanse deelstaat Minas Gerais. Zij ligt in de mesoregio Vale do Rio Doce en grenst aan de microregio's Aimorés, Governador Valadares, Ipatinga, Itabira, Ponte Nova en Manhuaçu. De microregio heeft een oppervlakte van ca. 5.511 km². In 2006 werd het inwoneraantal geschat op 247.115.
Twintig gemeenten behoren tot deze microregio:
- Bom Jesus do Galho
- Bugre
- Caratinga
- Córrego Novo
- Dom Cavati
- Entre Folhas
- Iapu
- Imbé de Minas
- Inhapim
- Ipaba
- Piedade de Caratinga
- Pingo-d'Água
- Santa Bárbara do Leste
- Santa Rita de Minas
- São Domingos das Dores
- São João do Oriente
- São Sebastião do Anta
- Tarumirim
- Ubaporanga
- Vargem Alegre

Mesoregio's: Campo das Vertentes · Central Mineira · Jequitinhonha · Metropolitana de Belo Horizonte · Noroeste de Minas · Norte de Minas · Oeste de Minas · Sul e Sudoeste de Minas · Triângulo Mineiro e Alto Paranaíba · Vale do Mucuri · Vale do Rio Doce · Zona da Mata

Microregio's: Aimorés · Alfenas · Almenara · Andrelândia · Araçuaí · Araxá · Barbacena · Belo Horizonte · Bocaiuva · Bom Despacho · Campo Belo · Capelinha · Caratinga · Cataguases · Conceição do Mato Dentro · Conselheiro Lafaiete · Curvelo · Diamantina · Divinópolis · Formiga · Frutal · Governador Valadares · Grão Mogol · Guanhães · Ipatinga · Itabira · Itaguara · Itajubá · Ituiutaba · Janaúba · Januária · Juiz de Fora · Lavras · Manhuaçu · Mantena · Montes Claros · Muriaé · Nanuque · Oliveira · Ouro Preto · Pará de Minas · Paracatu · Passos · Patos de Minas · Patrocínio · Peçanha · Pedra Azul · Pirapora · Piumhi · Poços de Caldas · Ponte Nova · Pouso Alegre · Salinas · Santa Rita do Sapucaí · São João del-Rei · São Lourenço · São Sebastião do Paraíso · Sete Lagoas · Teófilo Otoni · Três Marias · Ubá · Uberaba · Uberlândia · Unaí · Varginha · Viçosa